# Camino Natural del río Nalón
El Camino Natural del Río Nalón, de Fuso a Tuñón, es un itinerario perteneciente a la Red de Caminos Naturales de España, un proyecto desarrollado por el Ministerio de Agricultura, Pesca y Alimentación, que se encarga de la recuperación de antiguas infraestructuras relacionadas con el transporte y la comunicación, que actualmente se encuentran en desuso o en estado de abandono, para su uso senderista y ciclista.

## Localización
Este itinerario de 16 km, une la Vía Verde que enlaza Fuso de la Reina y el Parque de Invierno de Oviedo, con la Senda del Oso. En este punto termina el Camino Natural y comienza la senda que parte de Tuñón, y continúa por las orillas de los ríos Nalón y Trubia.

### Descripción por tramos

#### Tramos habilitados
Los tramos acondicionados hasta el momento son los siguientes:

##### Tramo entre Fuso y Tuñón
La ruta transcurre entre ermitas románicas y tejos milenarios. Su punto de partida es Fuso de la Reina, junto a la estación ferroviaria de FEVE, y continúa junto a la vía hasta que se abandona el pueblo. A continuación, y en paralelo a un canal que toma sus aguas del río Nalón, se llega a un cruce. Tras girar a la derecha y cruzar un paso a nivel, discurre en paralelo a la vía del tren hasta que empieza a alejarse de la misma y del canal de agua para llegar a una pasarela metálica peatonal que cruza el río.
Durante este tramo es posible avistar numerosas especies típicas de la zona como ánades reales, garzas reales, gallinetas comunes, lavanderas cascadeñas y algunos ejemplares de nutria.
El Camino continúa por el margen derecho del río, entre un bosque de ribera formado principalmente por alisos, chopos y fresnos, y tras un cruce, sigue por la orilla contraria hasta llegar a un puente donde se observa el castillo de Priorio. Después de atravesar un puente, el sendero continúa por la carretera hacia Caces, donde se ha de girar a la derecha en su entrada. Atravesando la localidad se pueden observar numerosos hórreos. Tras dejas atrás Caces, se pasa por una zona de castaños centenarios, prados y cultivos.
A la entrada de esta localidad, el itinerario gira a la derecha, atraviesa algunas calles en las que se pueden ver algunos hórreos, y, tras un cruce, la ruta continúa recta, hasta que acaba en un camino de tierra que acerca al río Nalón. El camino, desciende paralelo al río por una zona frondosa repleta de castaños centenarios entre prados y cultivos. Continuando, un cruce con la carretera que lleva a Pintoria, y siguiendo a la derecha, paralelo al río, dirección Trubia. Paralelos a la vía del tren se llega a las instalaciones industriales de Química del Nalón, a las afueras de la localidad. Una vez se llega al pueblo, atraviesa la zona urbana hasta llegar la estación de ferrocarril. Tras cruzar las vías por una pasarela, sigue por las calles hasta llegar al final del casco urbano. Se dejan atrás varios puentes e industrias, y se llega al cruce con la carretera a Perlín. Girando hacia la derecha se encuentra la iglesia de Santa María de Trubia, y, justo después, el Camino gira a la izquierda por detrás de un caserío abandonado. Ahora el Camino discurre entre prados, zonas de cultivo y un bosque mixto de arces, fresnos y castaños, hasta San Andrés.
Ya en San Andrés, la ruta continúa paralela a la carretera llegando hasta una antigua cantera con una pasarela peatonal de madera que cruza la carretera y el río, para continuar a la izquierda. El Camino entonces sigue por el fondo del valle, entre Peña de la Escalera y las pendientes de La Recusa y Las Garradas. Cruzando un antiguo túnel de tren, y remontando el valle, se llega al cauce del río y se cruza por un puente de chapa metálica para llegar al área recreativa de Tuñón, junto a la carretera AS-228, donde acaba el Camino Natural y comienza la Senda del Oso.

## Otros datos de interés

### Iglesia Prerrománica de Santo Adriano de Tuñón
Situada en Santo Adriano de Tuñón, cuenta con tres naves, un pórtico alargado, y una estancia lateral adosada. Fue construido por Alfonso III y su esposa, la reina Jimena, sobre un antiguo convento benedictino, consagrado en el año 891 y restaurado en el año 1108. Declarado Monumento Nacional en junio de 1931, fue dedicado al oficial mártir romano.
Está construido con mampostería, sillarejo y el sillar en las esquinas. En su interior, la iluminación de la nave central se realiza mediante ventanas con celosías. Bóveda de cañón en la cabecera que continúa por las naves con una techumbre de madera. Las naves están unidas entre sí por arcos de medio punto. En cuanto a decoración, destacan los motivos pictóricos de la capilla mayor, con una alegoría del Sol y la Luna. En la parte inferior, un friso de influencia mozárabe.

### Tejo de Bermiego
El tejo de Bermiego es un árbol milenario que se encuentra en la localidad del mismo nombre. Situado a las afueras del pueblo, en el recinto de la iglesia, y plena sierra del Aramo.
Es considerado como el tejo más antiguo de Europa y cuenta con 15 metros de diámetro en su copa; 10 metros de altura y un perímetro de tronco entre 6 y 7 metros. Está declarado Monumento Natural, y es una especie protegida incluida en el Plan de Ordenación de los Recursos Naturales de Asturias.